# Tel ‘Avdan
Tel ‘Avdan (hebreiska: תל עבדן) är en kulle i Israel.   Den ligger i distriktet Haifa, i den norra delen av landet. Toppen på Tel ‘Avdan är 6 meter över havet.
Terrängen runt Tel ‘Avdan är huvudsakligen platt, men åt nordost är den kuperad. Havet är nära Tel ‘Avdan västerut. Runt Tel ‘Avdan är det tätbefolkat, med 570 invånare per kvadratkilometer. Närmaste större samhälle är Hadera, 14,9 km söder om Tel ‘Avdan. 